# Detlef Herrmann

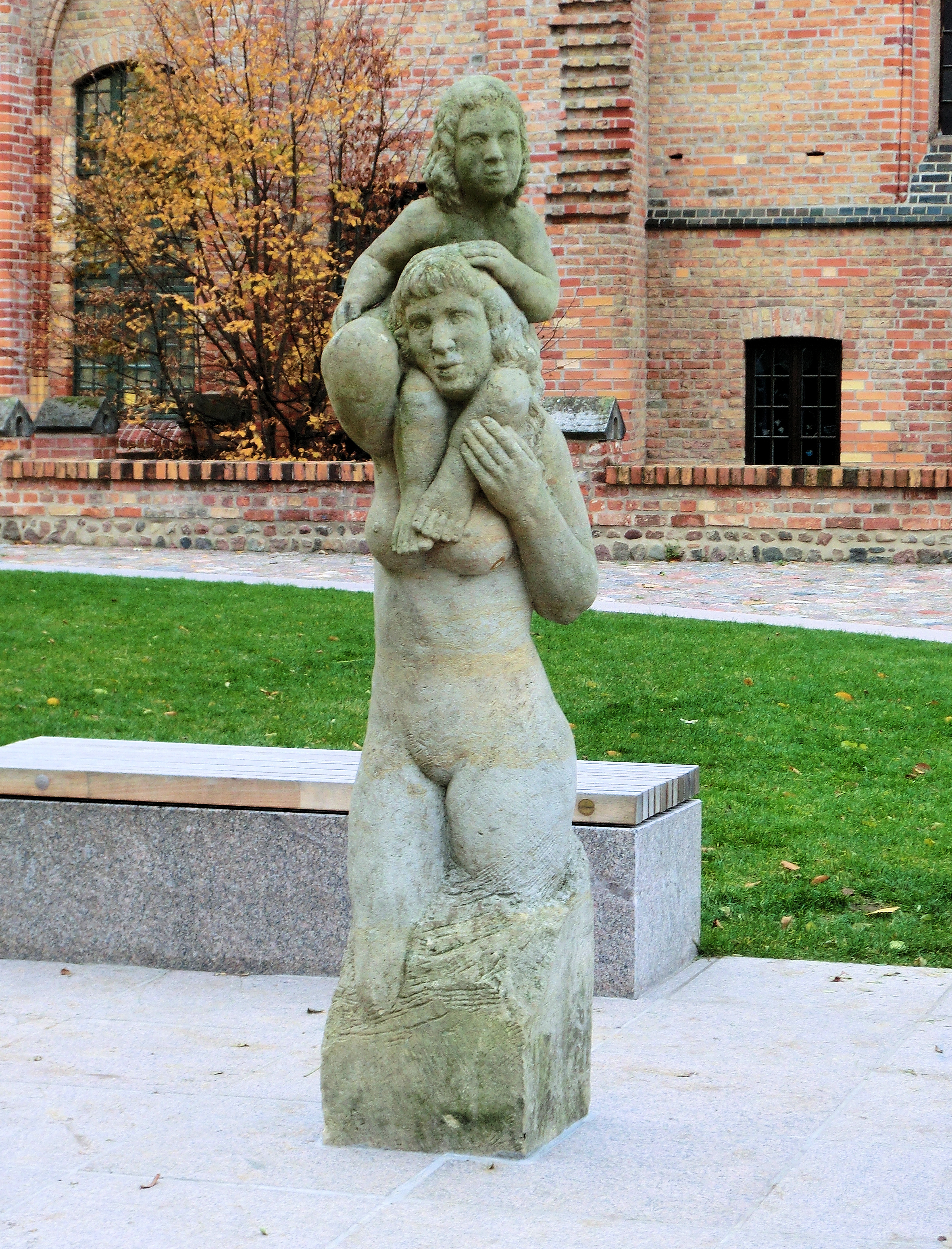
Mutter und Kind, Rostock

Detlef Herrmann (* 5. August 1944 in Helfta; † 27. Oktober 2013 in Radeberg) war ein deutscher Bildhauer.

## Leben und Werk
Herrmann besuchte bis 1962 die Erweiterte Oberschule und machte nach dem Abitur bis 1964 eine Lehre als Grubenelektroschlosser und als Facharbeiter für Grünland und Melioration. Von 1964 bis 1967 leistete er Wehrdienst bei der NVA. Danach studierte er bis 1970 Formgestaltung. Aus nicht bekannten Gründen brach er ab und arbeitete von 1970 bis 1972 als Kraftfahrer. Dann studierte er von 1972 bis 1976 bei Gerhard Lichtenfeld an der Hochschule für Kunst und Design Burg Giebichenstein in Halle/Saale. Nach dem Diplom arbeitete er als Mitglied des Verbands Bildender Künstler der DDR in Radeberg freischaffend. Ausstellungen und Ausstellungsbeteiligungen hatte er in der DDR in Radeberg, Pulsnitz, Dresden, Pirna, Löbau, Oschersleben, Gera, Berlin, Frankfurt (Oder), Moritzburg, Dierhagen und Ahrenshoop. International waren Werke Herrmanns in Prag, Budapest, Ostrava, Wrocław, Petersburg, Bagdad und Neu-Delhi zu sehen. 

## Plastiken (Auswahl)

### Kleinplastiken
- Unzerstörbar (1983, Granit, Höhe 15 cm)
- Kleine Liegende (1983, Granit)[2]
- Gespalten (1988/1989, Torso, Beton)[3]

### Plastiken im öffentlichen Raum
- Große Liegende, Rostocker Zoo. Cottaer Sandstein.
- Geborgenheit, Dresden, Borsbergstraße. Cottaer Sandstein.
- Mutter und Kind, Rostock, Haus der Musik, Wallstraße. Cottaer Sandstein.
- Paar, Dresden. Cottaer Sandstein.
- Gegenwart und Zukunft, Burg Giebichenstein Kunsthochschule. Cottaer Sandstein.
- Wachstum, Radeberg. Cottaer Sandstein.
- Der Fluss, Erding, Am Stadtpark (Altenerding). Postaer Sandstein.
- Mutter und Kind (Sandstein, um 1985; Dresden-Striesen, Schandauer Straße)[4]
- Fürst Putjatin, Dresden, Putjatinplatz. (Bronze und Reinhardtsdorfer Sandstein, 1997)
- Gedenkstätte Friedhof Großschweidnitz, Sächsisches Krankenhaus Großschweidnitz (2002)
- Gedenkstein für Euthanasieopfer (2002)

## Teilnahme an zentralen und wichtigen regionalen Ausstellungen in der DDR
- 1978 und 1980: Frankfurt/Oder, Galerie Junge Kunst („Junge Künstler in der DDR“)
- 1979 und 1985: Dresden, Bezirkskunstausstellungen
- 1982/1983 und 1987/1988: Dresden, IX. und X. Kunstausstellung der DDR
- 1986: Cottbus („Soldaten des Volkes - dem Frieden verpflichtet“)
- 1986: Bad Kösen, Kunsthalle („Gerhard Lichtenfeld und Schüler. Plastik und Zeichnungen“)